# Ethnopraxie
 (décembre 2018).
L'ethnopraxie est une méthode sociologique. Cette méthode a été théorisée par Loic Wacquant lors de son enquête dans le quartier du ghetto noir de Woodlawn.
C’est le fait de pratiquer en temps et en situation réelle avec les indigènes (membres du groupe que l’on étudie) de sorte à acquérir comme eux, par la routine, les savoirs tacites et les catégories de perception qui composent leur univers. Si l'on veut saisir au concret le processus de socialisation, il faut comprendre ce qui se passe dans le corps. L’ethnopraxie est une démarche extrêmement rare.
Plus généralement, l'ethnopraxie est le fait d'imiter un groupe pour mieux le comprendre.